# Shrek!
Shrek! ist ein Bilderbuch des US-amerikanischen Cartoonisten und Kinderbuchautors William Steig, das 1990 bei Farrar, Straus and Giroux erschien. Die deutschsprachige Übersetzung des Buchs kam 1991 im Gerstenberg Verlag heraus. Das Kinderbuch diente als Grundlage für den 2001 erschienenen Film Shrek – Der tollkühne Held und die darauf folgende Filmreihe.

## Inhalt
Shrek ist ein hässlicher junger Oger, der von seinen Eltern in die Welt geschickt wird, um dort Schaden anzurichten und Menschen zu erschrecken. Seiner Rolle als schadenbringender Oger wird Shrek gerecht, sogar eine Schlange, die dumm genug wäre, ihn zu beißen, bekäme auf der Stelle Krämpfe und würde sterben. Er erfährt unterwegs durch die Weissagung einer Hexe von einer noch hässlicheren Ogerfrau, die er sucht, um sie zu heiraten. Ein Ritter, der sich ihm dabei in den Weg stellt, wird von Shreks Feueratem angehaucht und mit glühender Rüstung im Burggraben versenkt. Sein Minnesang „Deine rosigen Pickel, die warzigen Schwielen, und wie deine Schweinsäuglein nach mir schielen, das macht mich ganz dumm!“ überzeugt die Ogerfrau, und so werden sie getraut. Das Buch schließt mit der abgewandelten Märchenformel, dass sie gemeinsam bis an ihr Ende leben und jeden erschrecken, der ihnen in den Weg kommt.

## Entstehung
William Steig schuf Shrek! 1990 im Alter von 83 Jahren. Sein Sohn, der Jazzflötist
Jeremy Steig, hatte ihm die Vorzüge des Improvisierens nahegebracht, weshalb die Zeichnungen ohne Skizze direkt mit Tusche gezeichnet und mit Wasserfarbe koloriert wurden. Die dabei entstehende Krakeligkeit wurde noch gesteigert, indem er einzelne Zeichnungen mit geschlossenen Augen oder mit der linken Hand anfertigte. Durch diese Krakeligkeit nähert sich der Stil den Zeichnungen von Kindern an, um sie durch diese scheinbare „Unfertigkeit“ zum Mitgestalten anzuregen.
Der Name Shrek wird gemeinhin auf das gleichlautende jiddische Wort zurückgeführt, das „Furcht“ oder „Schrecken“ bedeutet. Es bietet sich aber auch eine Assoziation mit Max Schreck an, der im Stummfilm-Klassiker Nosferatu (1922) den Vampir verkörperte und in den USA als Max Shreck rezipiert wurde.
Die Verwertungsrechte für die Figur Shrek wurden von DreamWorks Animation für die Shrek-Filmreihe erworben. Steig erhielt dafür die Summe von 500.000 US-$.

## Rezeption
Shrek! wurde in verschiedenen Rezensionsmedien positiv besprochen, darunter die Bibliotheksfachzeitschriften Publishers Weekly und das School Library Journal oder Tageszeitungen wie die New York Times oder die Washington Post. Vom Publishers Weekly und dem School Library Journal wurde Shrek! als bestes Kinderbuch des Jahres ausgezeichnet.
Größere Bekanntheit erlangte das Buch durch die Shrek-Filmreihe, in der die Hauptfigur sowohl optisch als auch charakterlich glattgeschliffen wurde. Optisch wurden sowohl die Behaarung als auch die Warzen entfernt und die Klauen wichen menschlichen Fingernägeln. Shreks ursprünglich anarchischer Charakter wurde zu einem nachdenklichen und romantischen Charakter umgeformt, der an seiner Hässlichkeit leidet, anstatt sie wie der Shrek des Kinderbuchs anzunehmen und zu genießen.
Nach der Literaturwissenschaftlerin Brigitte Frizzoni sind Shrek! wie auch die filmischen Umsetzungen in die Gattung der Märchenparodie einzuordnen. Im Gegensatz zu den Filmen finden sich im Buch jedoch keine parodistischen Anspielungen auf den Medienbetrieb.

## Nachweise
1. 1 2  Buchvorstellung (Memento vom 20. Februar 2014 im Internet Archive)
2. ↑  Shrek! im Katalog der Deutschen Nationalbibliothek
3. ↑   Buchvorschau (Memento vom 24. Dezember 2012 im Internet Archive; PDF; 1,4 MB)
4. 1 2  Stephan Maus: „Shrek der Dritte“: Flegeljahre eines Monsters (Memento vom 28. Januar 2011 im Internet Archive). In: stern 26, 2007.
5. ↑  Brigitte Frizzoni: „Shrek“ – ein postmodernes Märchen. In: Christoph Schmitt: Erzählkulturen im Medienwandel (Band 3 von Rostocker Beiträge zur Volkskunde und Kulturgeschichte). Waxmann, Münster 2008. ISBN 3-8309-1564-0. S. 187–202.